# Línea Mooka
La Línea Mooka (真岡線 Mooka -sen?) es una línea férrea en las prefecturas de Ibaraki y Tochigi, administrada por Mooka Railway.

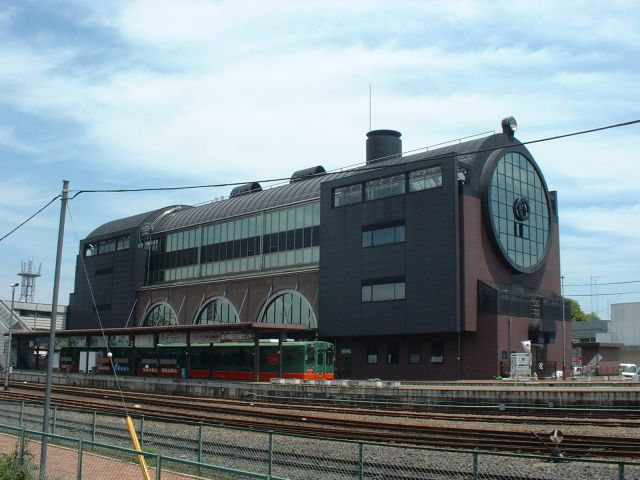
Estación Mooka

## Características
La línea posee 17 estaciones, la estación 01 inicial Shimodate enlaza con la Línea Mito  y la Línea Jōsō, y la estación 17 Motegi es la última.
La Línea Mooka es una vía férrea de 41,9 km no electrificada.
Además de los trenes locales diésel, la línea también opera el servicio de vapor “SL Mooka” para turistas que deseen utilizar locomotoras de vapor.

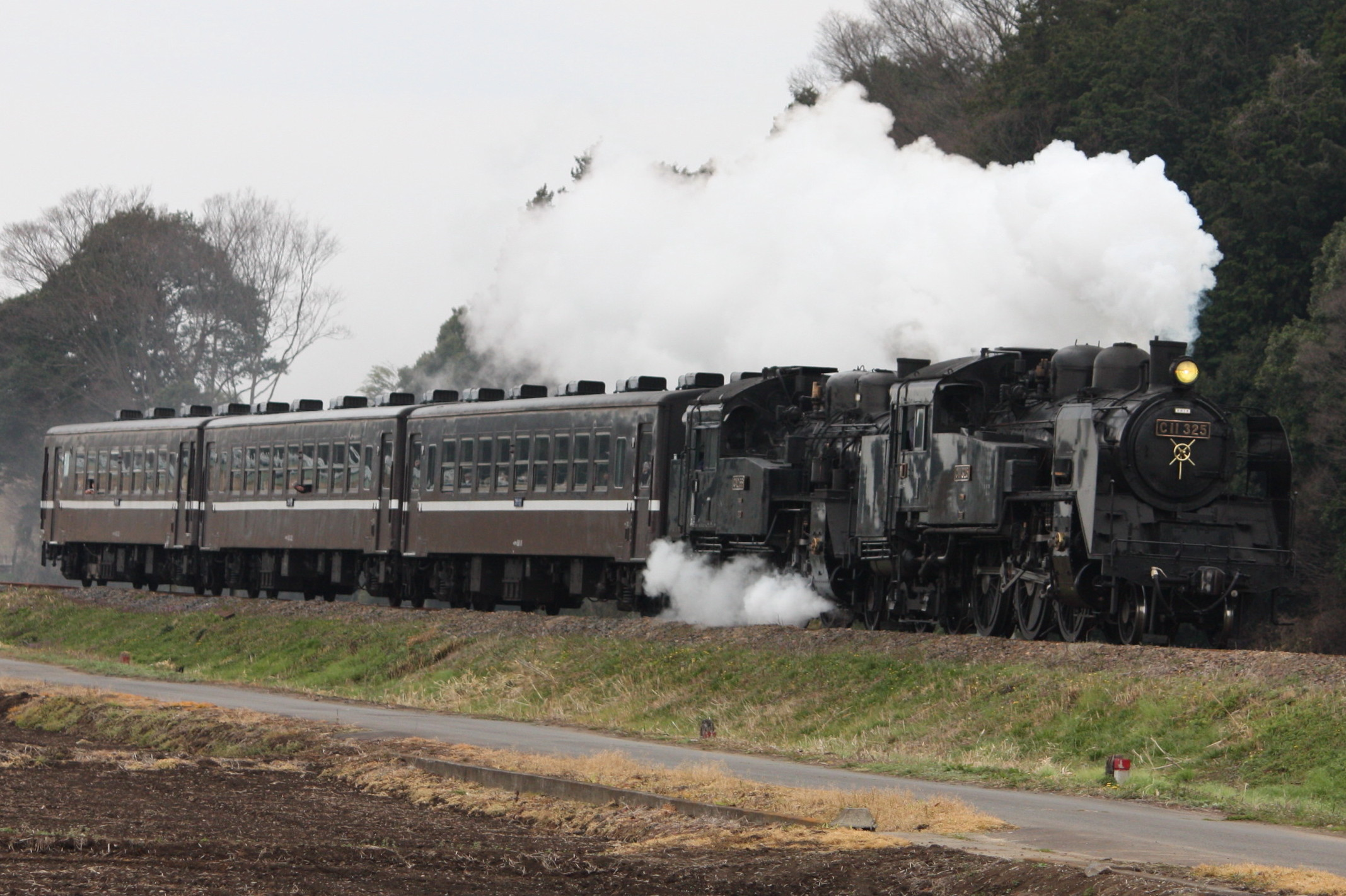
Locomotora de vapor del servicio "SL Mooka"

## Estaciones
| N.º | Estación          | Nombre japonés | Distancia (km) | Servicio SL Mooka | Conexiones            | Localización | Localización |
| --- | ----------------- | -------------- | -------------- | ----------------- | --------------------- | ------------ | ------------ |
| 01  | Shimodate         | 下館           | 0.0            | ●                 | Línea Mito Línea Jōsō | Chikusei     | Ibaraki      |
| 02  | Shimodate-Nikōmae | 下館二高前     | 2.2            | ｜                |                       | Chikusei     | Ibaraki      |
| 03  | Orimoto           | 折本           | 4.6            | ●                 |                       | Chikusei     | Ibaraki      |
| 04  | Higuchi           | ひぐち         | 6.5            | ｜                |                       | Chikusei     | Ibaraki      |
| 05  | Kugeta            | 久下田         | 8.5            | ●                 |                       | Mooka        | Tochigi      |
| 06  | Terauchi          | 寺内           | 12.6           | ●                 |                       | Mooka        | Tochigi      |
| 07  | Mooka             | 真岡           | 16.4           | ●                 |                       | Mooka        | Tochigi      |
| 08  | Kita-Mooka        | 北真岡         | 18.0           | ｜                |                       | Mooka        | Tochigi      |
| 09  | Nishidai          | 西田井         | 21.2           | ●                 |                       | Mooka        | Tochigi      |
| 10  | Kitayama          | 北山           | 22.9           | ｜                |                       | Mooka        | Tochigi      |
| 11  | Mashiko           | 益子           | 25.1           | ●                 |                       | Mashiko      | Tochigi      |
| 12  | Nanai             | 七井           | 28.4           | ●                 |                       | Mashiko      | Tochigi      |
| 13  | Tatara            | 多田羅         | 31.2           | ●                 |                       | Ichikai      | Tochigi      |
| 14  | Ichihana          | 市塙           | 34.3           | ●                 |                       | Ichikai      | Tochigi      |
| 15  | Sasaharada        | 笹原田         | 38.1           | ｜                |                       | Ichikai      | Tochigi      |
| 16  | Ten'yaba          | 天矢場         | 39.2           | ｜                |                       | Motegi       | Tochigi      |
| 17  | Motegi            | 茂木           | 41.9           | ●                 |                       | Motegi       | Tochigi      |

Los trenes del Servicio SL Mooka se detienen en las estaciones marcadas con "●" y pasan las estaciones marcadas con "|".

## Apertura
La línea se abrió el 1 de abril de 1912 entre Shimodate y Mooka. El 15 de diciembre de 1920 la línea se completa hasta Motegi